# مرکز هوایی استراتژیک (فیلم)
مرکز هوایی استراتژیک (فیلم) (به انگلیسی: Strategic Air Command) فیلمی ۱۱۲ دقیقه‌ای به کارگردانی آنتونی مان با بازی جیمز استوارت است.